# Komosa kalinolistna
Komosa kalinolistna (Chenopodium opulifolium Schrad. ex W.D.J.Koch & Ziz) – gatunek rośliny z rodziny szarłatowatych, kosmopolityczny.
W Polsce występuje rzadko i ustępująco; rośnie w rozproszeniu, głównie w południowo-zachodniej części kraju.

## Morfologia

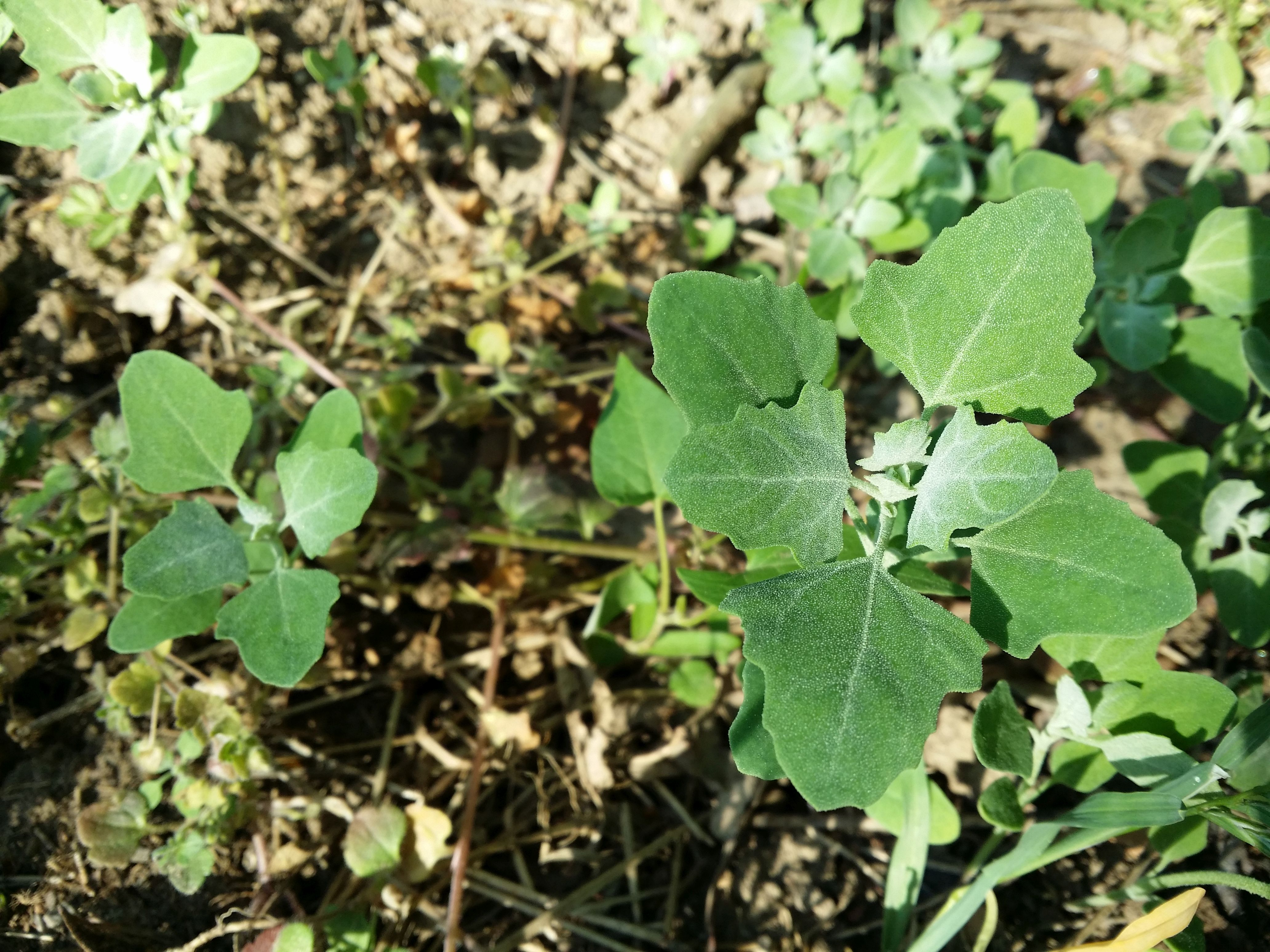
Pokrój

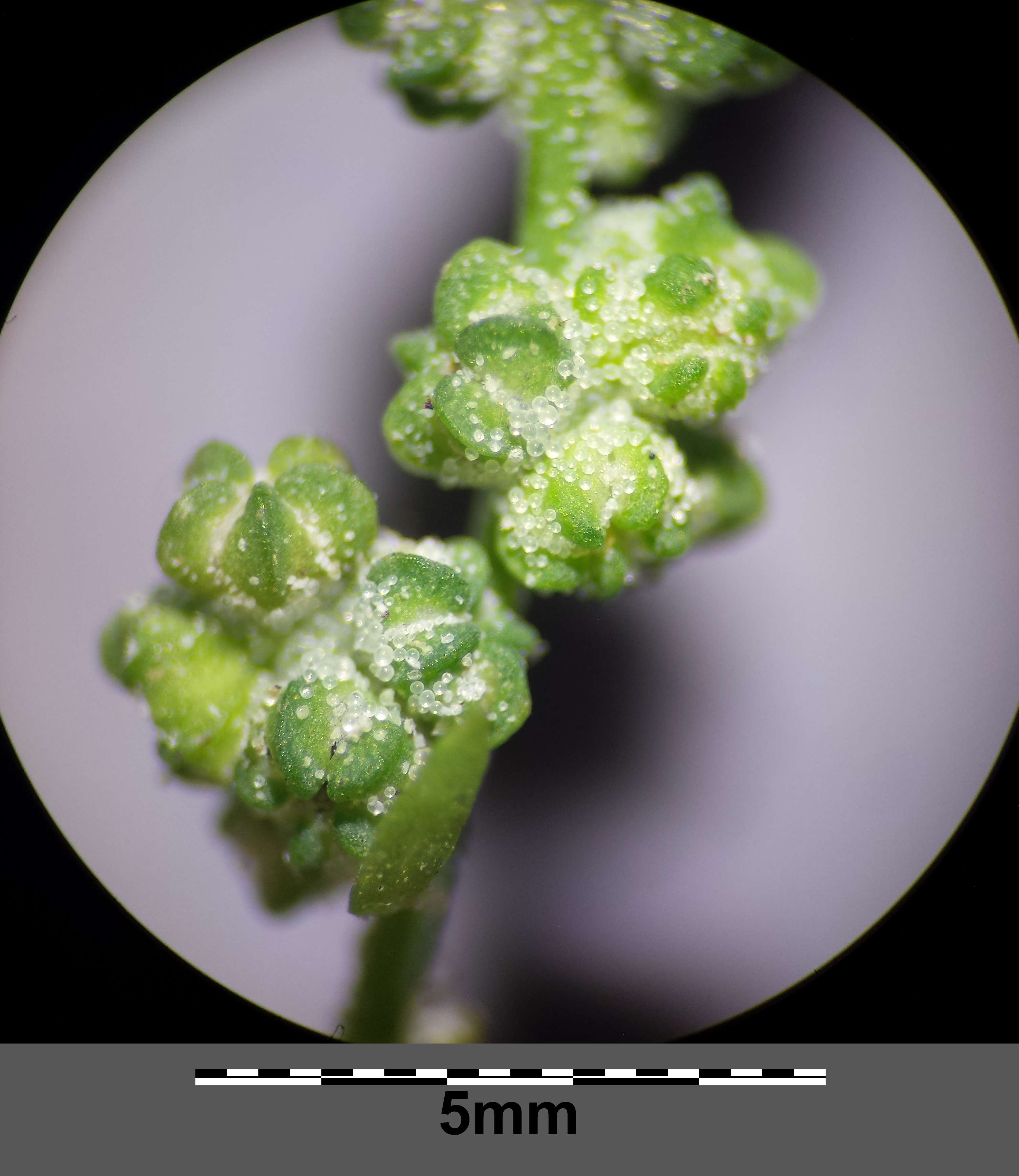
Fragment kwiatostanu

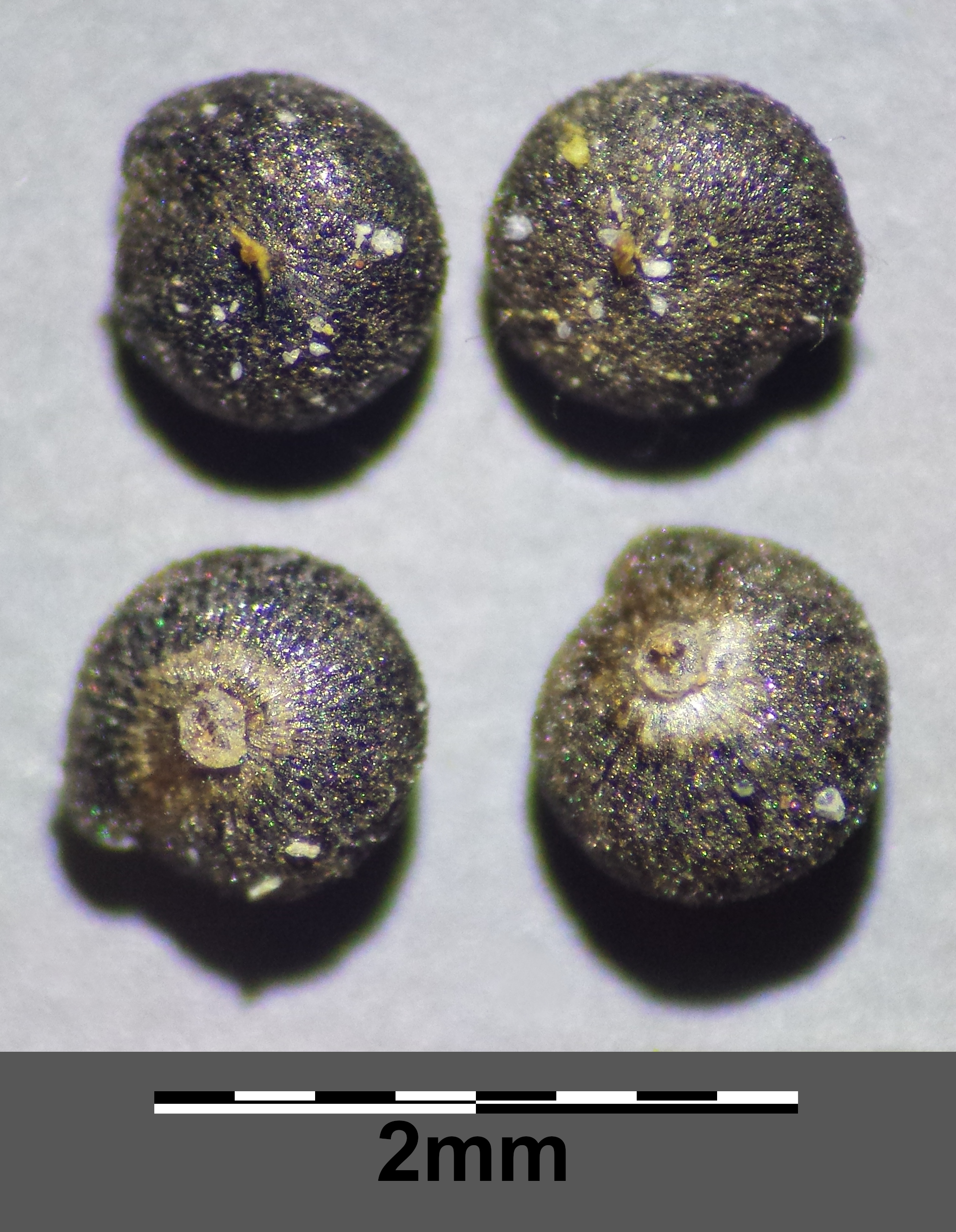
Nasiona

PokrójRoślina w zarysie półkolista, mącznisto-owłosiona.
ŁodygaO wysokości 30–80 cm, o poziomo odstających rozgałęzieniach.
LiścieSinozielone, matowe, równie długie jak szerokie (1,5–3 cm). Liście typowe (wyrastające ze środkowej części łodygi) jajowato-rombowe, trójklapowe. Klapa środkowa krótka, szeroka, półokrągła, nierówno ząbkowana. Klapy boczne krótkie, tępe, dwuzębne.
KwiatyPięciokrotne, promieniste, zebrane w kłębiki.
OwocJednonasienna niełupka; jej górna część jest zakryta przez listki okwiatu, które posiadają wystające grzbiety. Nasiona błyszczące, promieniście bruzdkowane, bardzo delikatnie punktowane.

## Biologia i ekologia
Roślina jednoroczna, ruderalna. Kwitnie od lipca do września. Liczba chromosomów: 2n = 18, 36, 54. Gatunek charakterystyczny zbiorowisk z zespołu Chenopodietum stricti, występujących na siedliskach ruderalnych w miastach, na podłożu gliniastym lub piaszczysto-gliniastym.

## Zagrożenia i ochrona
Roślina umieszczona na polskiej czerwonej liście w kategorii EN (zagrożony).